# Tabor (Dakota del Sud)
Tabor (pronuncia "TAY'-bur") è un comune (town) degli Stati Uniti d'America della contea di Bon Homme nello Stato del Dakota del Sud. La popolazione era di 423 abitanti al censimento del 2010.

## Geografia fisica
Tabor è situata a 42°56′52″N 97°39′29″W (42.947641, -97.658104).
Secondo lo United States Census Bureau, la città ha una superficie totale di 0,95 km², dei quali 0,95 km² di territorio e 0 km² di acque interne (0% del totale).
A Tabor è stato assegnato lo ZIP code 57063 e lo FIPS place code 62820.

## Storia
La cittadina deve il suo nome alla città di Tábor in Repubblica Ceca, da dove proveniva la maggior parte dei primi coloni.

## Società

### Evoluzione demografica
Secondo il censimento del 2010, la popolazione era di 423 abitanti.

### Etnie e minoranze straniere
Secondo il censimento del 2010, la composizione etnica della città era formata dal 94,8% di bianchi, lo 0% di afroamericani, lo 0% di nativi americani, lo 0,24% di asiatici, lo 0% di oceanici, il 3,07% di altre razze, e l'1,89% di due o più etnie. Ispanici o latinos di qualunque razza erano il 3,55% della popolazione.